# Pyrrosia hastata
Pyrrosia hastata är en stensöteväxtart som först beskrevs av Houtt., och fick sitt nu gällande namn av Ren-Chang Ching. Pyrrosia hastata ingår i släktet Pyrrosia och familjen Polypodiaceae. Inga underarter finns listade.

## Bildgalleri

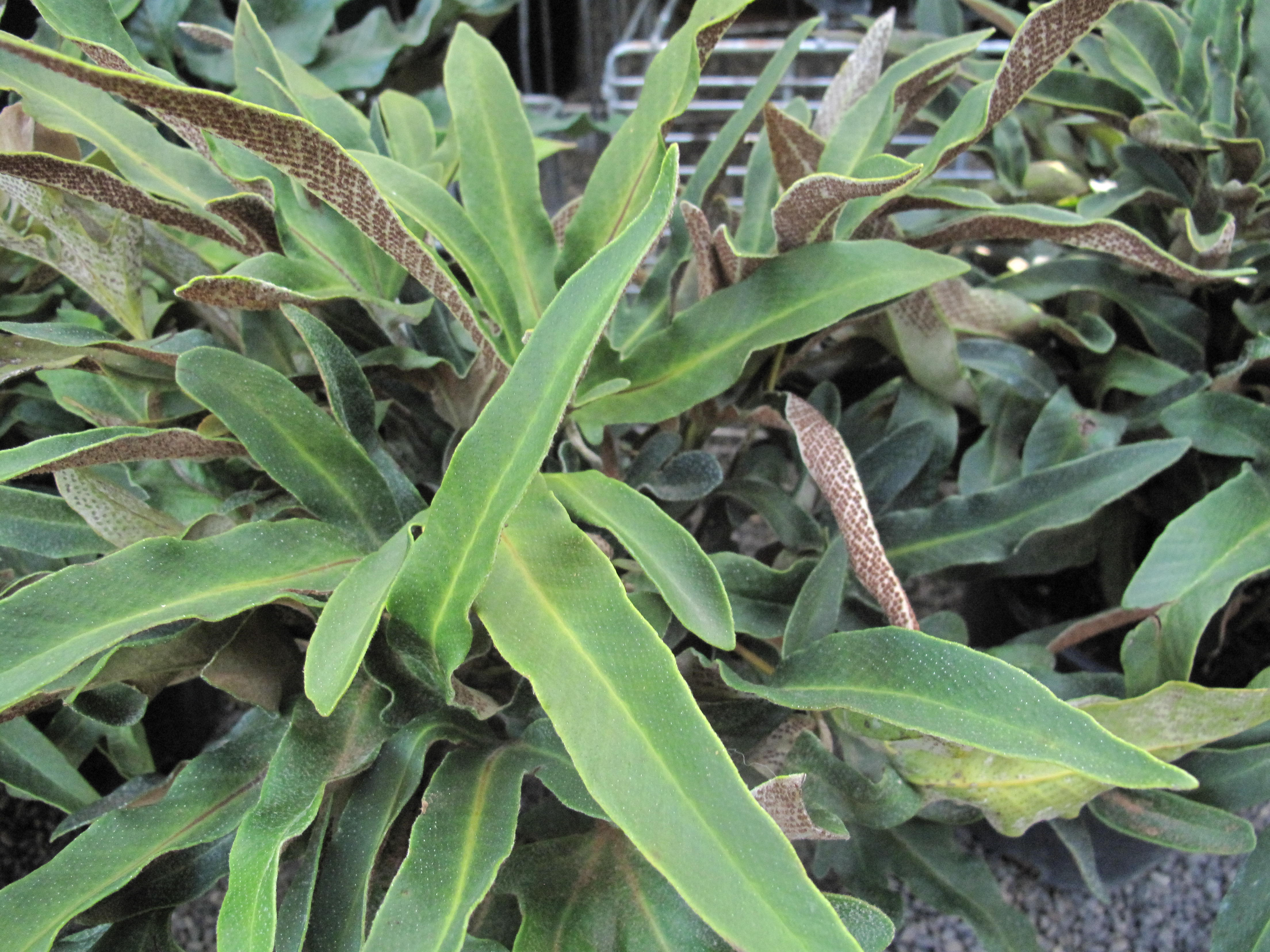
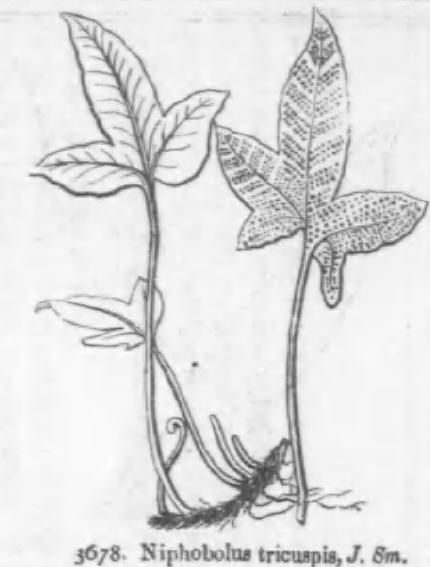